# Breza, Kolašin
Breza este un sat din comuna Kolašin, Muntenegru. Conform datelor de la recensământul din 2003, localitatea are 339 de locuitori (la recensământul din 1991 erau 300 de locuitori).

## Demografie
În satul Breza locuiesc 241 de persoane adulte, iar vârsta medie a populației este de 32,3 de ani (30,7 la bărbați și 34,0 la femei). În localitate sunt 103 gospodării, iar numărul mediu de membri în gospodărie este de 3,29.
Populația localității este foarte eterogenă.
|  |

| Demografie | Demografie | Demografie |
| An         | Locuitori  | Locuitori  |
| ---------- | ---------- | ---------- |
|            |            |            |
|            |            |            |
|            |            |            |
|            |            |            |
| 1948       | 78         |            |
| 1953       | 104        |            |
| 1961       | 170        |            |
| 1971       | 152        |            |
| 1981       | 222        |            |
| 1991       | 300        | 300        |
| 2003       | 345        | 339        |

| \| Componența etnică conform recensământului din 2003[2] \| Componența etnică conform recensământului din 2003[2] \| Componența etnică conform recensământului din 2003[2] \| Componența etnică conform recensământului din 2003[2] \| Componența etnică conform recensământului din 2003[2] \| \| ----------------------------------------------------- \| ----------------------------------------------------- \| ----------------------------------------------------- \| ----------------------------------------------------- \| ----------------------------------------------------- \| \| \| \| \| \| \| \| Sârbi \| Sârbi \| \| 176 \| 51,91% \| \| Muntenegreni \| Muntenegreni \| \| 151 \| 44,54% \| \| Albanezi \| Albanezi \| \| 1 \| 0,29% \| \| necunoscută \| necunoscută \| \| 0 \| 0% \| |              |  |     |        |
| Componența etnică conform recensământului din 2003 |              |  |     |        |
| |              |  |     |        |
| Sârbi | Sârbi        |  | 176 | 51,91% |
| Muntenegreni | Muntenegreni |  | 151 | 44,54% |
| Albanezi | Albanezi     |  | 1   | 0,29%  |
| necunoscută | necunoscută  |  | 0   | 0%     |